# Albert Dominicus Trip van Zoudtlandt
Albert Dominicus Trip van Zoudtlandt (Groningen, 13 oktober 1776 - Den Haag, 23 maart 1835) was een Nederlandse cavaleriegeneraal aan het begin van de 19e eeuw.

## Familie
Jhr. Albert Dominicus Trip van Zoudtlandt was een lid van de familie Trip. Hij was een zoon van jhr. Jean Louis Trip (1750-1822), heer van Zoudtlandt, en des H.R.Rijksgravin Anna Wilhelmina van Limburg-Stirum (1738-1805). Toen zijn vader in 1815 benoemd werd in de ridderschap en daarmee het predicaat van jonkheer mocht gaan voeren, kreeg ook hij het recht dat predicaat te voeren.
Hij trouwde in 1811 met Cornelia Gijsberta Smit (1776-1825); uit dit huwelijk werden drie kinderen geboren. Hij trouwde in 1826 met Elisabeth Gratiana gravin van Limburg Stirum (1791-1865); uit dit huwelijk werden nog twee kinderen geboren.

## Loopbaan
In 1791 nam hij dienst in het Staatse leger, in 1792 werd hij officier. In de Franse tijd ging hij deel uitmaken van het leger van het koninkrijk Holland. Later, na de Inlijving van het Koninkrijk Holland bij Frankrijk, was hij o.a. kolonel van het 14e Regiment Kurassiers in de Grande Armée, waarmee hij deelnam aan Napoleons veldtocht naar Rusland. Zijn regiment werd echter lange tijd in reserve gehouden. Hij raakte gewond bij de Slag bij de Berezina en onderscheidde zich door moedig optreden bij de Slag bij Leipzig.
Na de val van Napoleon ging hij deel uitmaken van het leger van het Verenigd Koninkrijk der Nederlanden. Tijdens de Slag bij Quatre-Bras en de Slag bij Waterloo voerde hij als generaal-majoor het commando over de brigade Zware Cavalerie, die deel uitmaakte van het 1e Legerkorps onder commando van de Prins van Oranje. Voor zijn aandeel in deze veldslagen werd hij onderscheiden: op 8 juli 1815 werd hij benoemd tot commandeur in de Militaire Willems-Orde.
Niet iedereen herinnerde zich het optreden van Trip tijdens de slag bij Waterloo in positieve termen. In het door veel Britse historici nog slaafs aanvaarde boek van de Engelse kapitein William Siborne over de slag beschuldigt de schrijver, op gezag van de Engelse generaal Uxbridge, Trip van lafheid.  Hij beweert dat Uxbridge de brigade-Trip in woord en gebaar tot een charge probeerde te bewegen, maar dat dit geen resultaat opleverde, hoewel hij Trip krachtig toesprak. Nadat Uxbridge onverrichter zake zou zijn weggereden, zouden de Nederlands-Belgische karabiniers zelfs op de vlucht zijn geslagen. Uit zijn beschrijving van het incident is het echter duidelijk dat (als het al heeft plaatsgevonden) het op zijn slechtst op een misverstand heeft berust: Uxbridge uitte zich kennelijk in krachtige termen in het Engels, een taal die Trip niet machtig was. Het  boek verscheen in 1844, na het overlijden van Trip, die zich dus niet kon verweren. Het verweer van de kapitein Willem Jan Knoop tegen de aantijgingen aan het adres van het Nederlands-Belgische leger in het algemeen maakte echter helaas weinig indruk in Engelstalige kring, evenmin als dat van de Belgische luitenant-generaal Alexis-Michel Eenens, die in 1879 eveneens de aantijgingen probeerde te ontkrachten. Die aantijgingen ziet men daarom nog vaak onweersproken herhaald in Engelse literatuur over de veldslag.
Tijdens de Tiendaagse Veldtocht voerde hij, inmiddels luitenant-generaal, het commando over de algemene reserve. Op 12 augustus 1831, tijdens de aanval op Leuven, werd Trip tijdens een artilleriebeschieting van zijn paard geworpen, waarna men dacht dat hij gesneuveld was. Dit bleek niet zo te zijn. Vlak na de Tiendaagse Veldtocht werd Trip van Zoudtlandt onderscheiden met het grootkruis in de Orde van de Nederlandse Leeuw.
Trip van Zoudtland overleed in 1835 in Den Haag.
In 1912 vernoemde de Koninklijke Landmacht een kazerne in Breda naar hem: de "Trip van Zoudtlandkazerne". Deze kazerne is nog steeds in gebruik bij de Nederlandse Defensie Academie.

## Militaire loopbaan
- Cadet 1 juli 1791
- Tweede luitenant: 1792
- Eerste luitenant: 8 juli 1795
- Kolonel: 14 april 1814[1]
- Generaal-majoor: 16 april 1815[1]
- Luitenant-generaal: 24 november 1816[1]

## Onderscheidingen
- Commandeur in de Militaire Willems-Orde op 8 juli 1815 als generaal-majoor[6]
- Grootkruis in de Orde van de Nederlandse Leeuw